# 닛산 티노

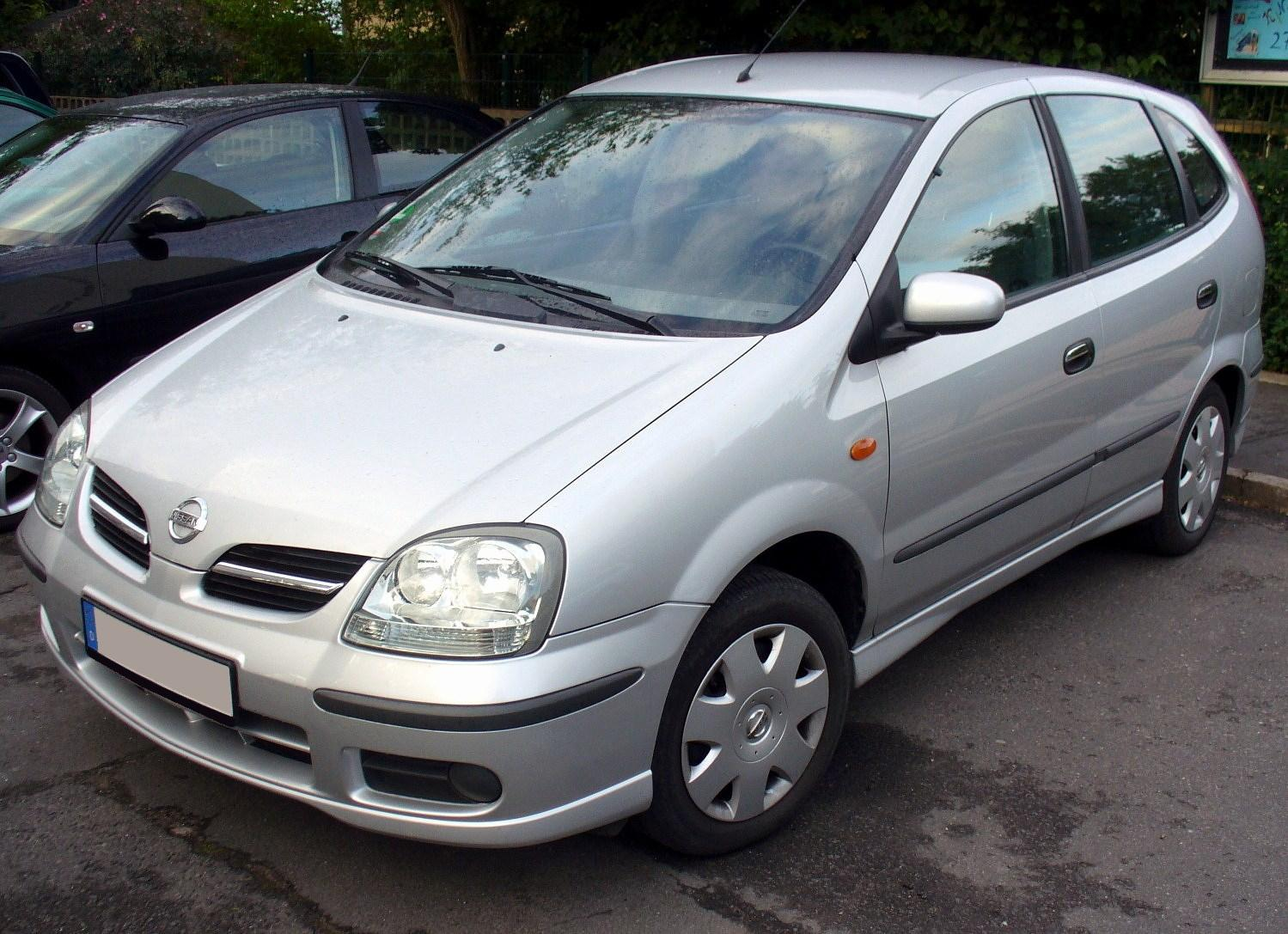

닛산 티노는 1998년부터 2006년까지 닛산 자동차에서 생산한 미니밴이다. 스페인 공장에서는 알메라 티노라는 이름으로 2000년부터 2006년까시 생산했다.